# 教父秘辛
《教父秘辛》（英語：The Offer）是一部由邁克爾·托爾金開創的美國傳記劇情迷你劇，講述由派拉蒙影業出品，弗朗西斯·科波拉具有里程碑意義的紐約黑幫電影——《教父》（1972年）的開發和製作過程。本劇由麥爾斯·泰勒、馬修·古德、乔瓦尼·瑞比西、柯林·漢克斯、丹·富勒、朱诺·谭波儿和伯恩·戈曼共同主演，於2022年4月28日在Paramount+上首播，並在播放全部10集後於6月16日完結。

## 演員與角色

### 主要角色
- 麥爾斯·泰勒 飾演 阿爾伯特·S·魯迪（英语：Albert S. Ruddy）
- 馬修·古德 飾演 羅伯特·埃文斯
- 丹·富勒 飾演 弗朗西斯·科波拉
- 伯恩·戈曼 飾演 查爾斯·布盧多恩（英语：Charles Bluhdorn）
- 柯林·漢克斯 飾演 巴里·拉皮杜斯（英語：Barry Lapidus）
- 乔瓦尼·瑞比西 飾演 約瑟夫·哥倫布
- 朱诺·谭波儿 飾演 貝蒂·麥卡特（英語：Bettye McCartt）

### 常設角色
- 諾拉·艾妮詹德 飾演 弗朗索瓦絲·格雷澤（英语：Ma Prem Hasya）
- 帕特里克·加洛（英语：Patrick Gallo） 飾演 馬里奧·普佐
- 弗蘭克·約翰·休斯（英语：Frank John Hughes） 飾演 法蘭·仙納杜拉
- 邁克·瑞斯波利 飾演 湯米·盧切斯
- 傑克·坎納瓦爾（英语：Jake Cannavale） 飾演 凱撒（英語：Caesar）
- 卢·弗里基诺 飾演 萊尼·蒙大拿（英语：Lenny Montana）
- 梅雷迪思·加勒森（英語：Meredith Garretson） 飾演 艾莉·麥克勞
- 安東尼·斯科迪（英语：Anthony Skordi） 飾演 卡羅·甘比諾
- 喬許·祖克曼 飾演 彼得·巴特（英语：Peter Bart）
- 安東尼·伊波利托（英語：Anthony Ippolito） 飾演 艾尔·帕西诺
- 詹姆斯·馬迪奧（英语：James Madio） 飾演 卡敏（英語：Carmine）
- 保羅·麥克蘭（英语：Paul McCrane） 飾演 傑克·巴拉德（英語：Jack Ballard）
- 斯蒂芬妮·柯尼希（英语：Stephanie Koenig） 飾演 安德里亞·伊士曼（英語：Andrea Eastman）
- 丹尼·努奇 飾演 馬里奧·比亞吉（英语：Mario Biaggi）
- 德里克·巴斯金（英语：Derrick Baskin） 飾演 尼基·巴恩斯
- 約瑟夫·魯索（英語：Joseph Russo） 飾演 喬·加洛（英语：Joe Gallo）
- 布蘭登·威廉姆斯（英語：Branden Williams） 飾演 詹尼·魯索（英语：Gianni Russo）
- 賈斯汀·錢柏斯 飾演 马龙·白兰度
- 卡敏·喬維納佐（英语：Carmine Giovinazzo） 飾演 桑尼·格羅索（英语：Sonny Grosso）
- 杰弗裡·阿倫德（英语：Geoffrey Arend） 飾演 阿拉姆·阿瓦基安（英语：Aram Avakian）
- 艾瑞克·貝福 飾演 迪安·塔沃拉里斯（英语：Dean Tavoularis）
- 瑪雅·巴特勒（英語：Maya Butler） 飾演 黛安·基顿
- 達米安·康拉德－戴維斯（英語：Damian Conrad-Davis） 飾演 占士·堅
- 德里克·馬扎爾（英语：Derek Magyar） 飾演 勞勃·杜瓦
- 尼克·普波（英語：Nick Pupo） 飾演 約翰·卡佐爾
- 扎克·肖爾（英語：Zack Schor） 飾演 弗雷德·加洛（英語：Fred Gallo）
- 辛西婭·艾琳·斯特拉漢（英語：Cynthia Aileen Strahan） 飾演 塔利亚·夏尔
- T·J·塞恩 飾演 戈登·威利斯（英语：Gordon Willis）

### 客串角色
- 蘿拉·格勞蒂尼 飾演 坎迪達·多納迪奧（英语：Candida Donadio）
- 凱爾·S·莫爾（英語：Kyle S. More） 飾演 伯納德·費恩（英语：Bernard Fein）
- 比利·馬格努森 飾演 勞勃·瑞福
- 柯克·埃斯沃多 飾演 特務黑爾（英語：Special Agent Hale）
- 邁克·蘭德斯 飾演 維克·達蒙（英语：Vic Damone）
- 路易斯·曼迪勒 飾演 米奇·柯罕
- 羅斯·麥克科爾 飾演 莫蘭（英語：Moran）
- 安德魯·柴爾德（英語：Andrew Child） 飾演 紐約舞者
- 麗莎·多賓（英語：Lisa Dobbyn） 飾演 莫甘娜·金（英语：Morgana King）
- 查理·海特（英語：Charlie Heydt） 飾演 詹姆斯·T·奥布里
- 桃恩·喬亞爾（英語：Dawn Joyal） 飾演 安娜·希爾·約翰斯通（英语：Anna Hill Johnstone）
- 米高·簡東費尼 飾演 安迪·卡爾霍恩（英語：Andy Calhoun）
- 艾梅·卡莉羅 飾演 羅西·莫利納（英語：Rosie Molina）
- 林恩·阿德里安娜·弗里德曼（英語：Lynn Adrianna Freedman） 飾演 馬多琳娜·可倫坡（英語：Madolina Colombo）
- 伊恩·邁克爾斯（英語：Ian Michaels） 飾演 羅伯特·湯恩（英语：Robert Towne）
- 艾倫·馬什（英語：Allen Marsh） 飾演 阿爾文·薩金特（英语：Alvin Sargent）
- 布蘭登·斯克萊納（英语：Brandon Sklenar） 飾演 畢·雷諾斯
- 大衛·沙蘭斯基（英語：David Shalansky） 飾演 亨利·基辛格

## 集數
| 集數 | 標題                      | 導演                | 編劇 | 上線日期      |
| ---- | ------------------------- | ------------------- | --- | ------------- |
| 1    | A Seat at the Table       | 德克斯特·弗萊徹     | 邁克爾·托爾金 | 2022年4月28日 |
| 2    | Warning Shots             | 德克斯特·弗萊徹     | 故事：邁克爾·托爾金、萊斯利·格雷夫 劇本：邁克爾·托爾金、萊斯利·格雷夫和邁克爾·托爾金、妮基·托斯卡诺（英語：Nikki Toscano）、凱文·J·海因斯（英語：Kevin J. Hynes） | 2022年4月28日 |
| 3    | Fade In                   | 亞當·阿金           | 邁克爾·托爾金、萊斯利·格雷夫和羅素·羅斯伯格（英語：Russell Rothberg）、莫娜·米拉（英語：Mona Mira）、邁克爾·托爾金                                              | 2022年4月28日 |
| 4    | The Right Shade of Yellow | 亞當·阿金           | 故事：邁克爾·托爾金、萊斯利·格雷夫 劇本：邁克爾·托爾金、萊斯利·格雷夫和邁克爾·托爾金、妮基·托斯卡诺                                    | 2022年5月5日  |
| 5    | Kiss the Ring             | 科林·巴克西         | 故事：邁克爾·托爾金、萊斯利·格雷夫和邁克爾·托爾金 劇本：邁克爾·托爾金                                                                  | 2022年5月12日 |
| 6    | A Stand Up Guy            | 科林·巴克西         | 妮基·托斯卡诺 | 2022年5月19日 |
| 7    | Mr. Producer              | 格溫妮絲·霍德－佩頓 | 凱文·J·海因斯 | 2022年5月26日 |
| 8    | Crossing That Line        | 格溫妮絲·霍德－佩頓 | 羅素·羅斯伯格 | 2022年6月2日  |
| 9    | It's Who We Are           | 亞當·阿金           | 妮基·托斯卡诺、莫娜·米拉 | 2022年6月9日  |
| 10   | Brains and Balls          | 亞當·阿金           | 妮基·托斯卡诺、羅素·羅斯伯格、邁克爾·托爾金                                                                                            | 2022年6月16日 |

## 製作
項目於2020年9月宣佈開發，並會在Paramount+上播出，而故事將從製片人阿爾伯特·S·魯迪的角度進行描述。艾米·汉莫於2020年12月被選中飾演阿爾伯特·S·魯迪，但他在接下來的一個月就退出了；2021年5月宣佈麥爾斯·泰勒取代漢莫飾演魯迪。2021年4月，德克斯特·弗萊徹受聘執導多集。馬修·古德、乔瓦尼·瑞比西、柯林·漢克斯、丹·富勒和朱诺·谭波儿於6月加入主演陣容，伯恩·戈曼在7月加入飾演查爾斯·布盧多恩。賈斯汀·錢柏斯加入飾演常設角色马龙·白兰度。10月，艾瑞克·貝福、米高·簡東費尼和扎克·肖爾（英語：Zack Schor）加入演員陣容，其中貝福飾演美術指導迪安·塔沃拉里斯。
劇集的拍攝於2021年7月開始，但由於有演職人員COVID-19檢測呈陽性而於7月29日暫停。2021年8月23日，據報導在得知洛杉磯馬爾蒙莊園酒店正在進行勞資糾紛後，於8月25日至27日在那裡拍攝的計劃被取消。迷你劇於2022年4月28日首播，前三集能立即觀看，而其餘七集每週四發行。

## 評價
根据評論匯總网站爛番茄汇总的53篇评论文章，57%的评论家给予该作正面评价，使之獲得「認證新鮮」標識，平均打分为6.20分（满分10分）」《教父秘辛》在Metacritic網站上得到「褒貶不一或中庸」，獲得了48/100分（26位影評人）。

## 外部連結
- 互联网电影数据库（IMDb）上《教父秘辛》的资料（英文）
- 爛番茄上《教父秘辛》的資料（英文）
- Metacritic上《《教父秘辛》》的資料